# 西禅寺 (美濃加茂市)
西禅寺（さいぜんじ）は岐阜県美濃加茂市山之上町にある聖観世音菩薩を本尊とする臨済宗妙心寺派の寺院。山号は雲龍山。中濃八十八ヶ所霊場第66番札所である。
明暦元年（1655年）、蜂屋瑞林寺5世明丘紹審が開山となりその法嗣、一蓬栄専が開基となって開かれた。明治6年（1873年）に修身義校が発足した。後に普門寺の発蒙義校と合併して山之上小学校となった。大正元年（1912年）10月30日に梨本宮守正王が第3師団の演習の際に宿泊した。